# آریستید فرانک
آریستید فَرانک (به فرانسوی: Aristide Farrenc) (۹ آوریل ۱۷۹۴ – ۳۱ ژانویهٔ ۱۸۶۵) نوازندهٔ فلوت، موسیقی‌شناس، و ناشر موسیقی اهل فرانسه بود.
همسرِ او لوئیز فَرانک (۱۸۰۴–۱۸۷۵)، آهنگساز و نوازندهٔ چیره‌دستِ پیانو بود. نام اصلیِ لوئیز، «ژَن-لوئیز دومون» (به فرانسوی: Jeanne-Louise Dumont) بود و پس از ازدواج با آریستید فَرانک در سال ۱۸۲۱، نامش به «لوئیز دومون فَرانک» (به‌اختصار: «لوئیز فَرانک») تغییر یافت.